# María Andrea Casamayor

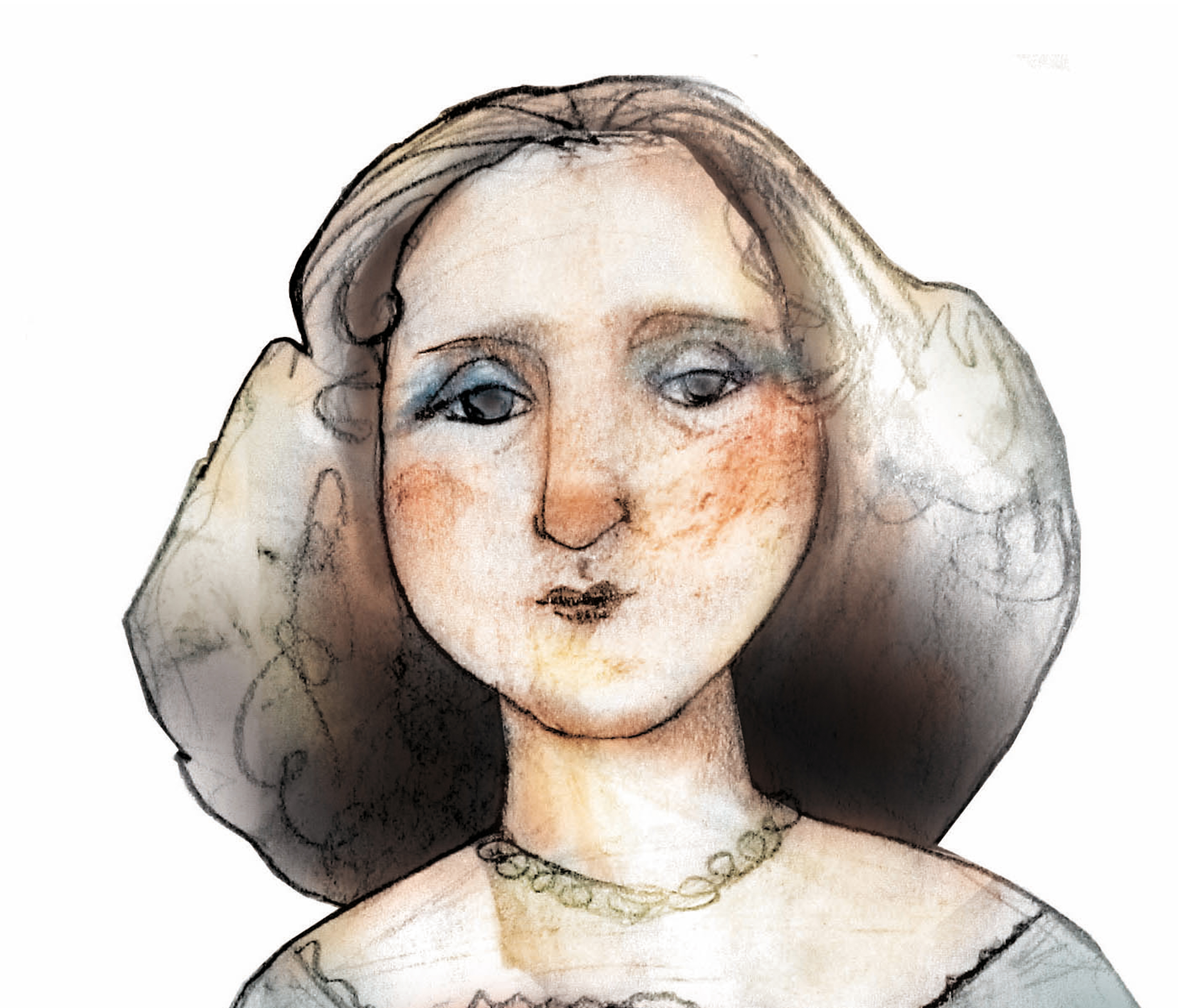
Porträt von María Andrea Casamayor. Spanische Stiftung für Wissenschaft und Technologie

María Juana Rosa Andresa Casamayor de La Coma (* 30. November 1720 in Saragossa, Spanien; † 23. Oktober 1780 ebenda) war eine spanische Mathematikerin und Lehrerin. Sie war die erste Frau in Spanien, die einen bis heute erhaltenen mathematischen Text veröffentlichte. Der Titel ihres Buches lautete Tyrocinius Arithmeticus.

## Leben und Werk
Casamayor war das siebte von neun Kindern des französischen Textilhändlers Juan Joseph Casamayor aus Oloron-Sainte-Marie und Juana Rosa de La Coma aus Saragossa. Ihre Eltern hatten 1705 in der damaligen Basílica del Pilar geheiratet, wo auch sie und ihre Geschwister getauft wurden. Zu der Zeit beherrschte die französische Kolonie den Handel von Saragossa und einen großen Teil des Königreichs Aragón und bildete eine große Bevölkerungsgruppe mit starken Handels- und Familienbeziehungen.
Die Bildung für die Oberschicht wurde in Spanien bis dahin vor allem von Jesuiten und Franziskanern gelehrt, während sich niemand um die Ausbildung der anderen Bevölkerung bemühte. 1731 kamen die ersten beiden Piaristen mit Unterstützung des Erzbischofs von Saragossa, Tomas Crespo Agüero, nach Saragossa und unterrichteten kostenlos sowohl in Literatur als auch in Wissenschaften. Alle Piaristenschulen waren damals nur für Männer geöffnet, aber es gab einige belegte Sonderfälle, wo auch eine Schülerin akzeptiert wurde.
Casamayor schrieb im Alter von 17 Jahren ein Handbuch zur Arithmetik Tyrocinio arithmetico. Es war ein praktisches Rechenhandbuch, das zahlreiche Beispiele und reale Fälle enthielt, um direkt die Anwendung der vier Grundregeln zu erlernen: Addition, Subtraktion, Multiplikation und Division. Sie verglich in ihrer Abhandlung viele der Längen-, Gewichts- und Währungseinheiten, die in Aragón, Navarra und Kastilien verwendet wurden, die für die Handelstransaktionen der damaligen Zeit notwendig waren. Sie veröffentlichte das Buch unter dem Pseudonym Casandro Mamés de la Marca y Araioa, ein Anagramm ihres richtigen Namens, das die sofortige Herabsetzung einer von einer Frau verfassten mathematischen Abhandlung vermied. Ihr Buch wurde von Pater Fray Pedro Martínez, Rektor am Colegio de San Vicente Ferrer, genehmigt, der seine Überraschung darüber zum Ausdruck brachte, dass diese Arbeit von Themen handelte, von denen bereits viele andere Bücher geschrieben worden waren. Das Wissen, was bis dahin existierte, war viel länger, detaillierter und in sehr großen und teuren Werken enthalten, die für die Bevölkerung nicht zugänglich und unbezahlbar waren.
1738 starb der Vater von Casamayor und sie setzte ihr Studium fort, arbeitete mit Fray Pedro Martínez, zusammen und schrieb ein zweites Manuskript mit dem Titel El Parasi solo, welches ein höheres mathematisches Niveau als das erste hatte. Es behandelte Neuigkeiten über Zahlen sowie über die Verwendung von Wurzeltabellen und allgemeinen Regeln, um Aufgaben zu lösen, die mit diesen Tabellen ohne Algebra gelöst werden.
Fray Martínez starb 1739 und Tomas Crespo Agüero drei Jahre später. Casamayor musste nun arbeiten, um ihren Lebensunterhalt zu verdienen, da sie entgegen den damaligen Gepflogenheiten weder heiratete noch der Kirche beitrat. Sie wurde Lehrerin für Mädchen an den öffentlichen Schulen der Stadt Saragossa. Wie die übrigen Gemeindelehrer wurde sie nicht bezahlt und bekam im Gegenzug ein Haus zum Wohnen. Ihr Unterhalt wurde durch die Spenden ihrer Schüler bestritten. Laut der Volkszählung von Saragossa von 1766 lebte Casamayor allein in einem Haus in der Calle Palomar, heute Calle del Doctor Palomar, das noch heute existiert.
Sie starb im Alter von 59 Jahren und wurde auf dem Friedhof der Basílica del Pilar begraben.
Das einzige Exemplar von Casamayors Buch wird in der Nationalbibliothek aufbewahrt. Bis heute sind ihr zweites Buch und ihre späteren Werke verschollen. 2021 erschien eine Neuauflage ihres Buches.

## Veröffentlichung
- María Andresa Casamayor: Tyrocinio Arithmetico, 1738. Zaragoza University Press, 2021, ISBN 978-84-1340-248-2.[5]

## Ehrungen (Auswahl)
- 2009 widmete ihr der Stadtrat von Saragossa die Calle de María Andrea Casamayor, ebenso wie in Gijón die Calle María Andrea Casamayor nach ihr benannt ist
- 2018 wurde sie in das Periodensystem der Wissenschaftlerinnen aufgenommen[6]
- Correos de España startete im Juni 2020 eine Briefmarkenserie Women in Science, deren erste Briefmarkenausgabe dem 300. Geburtstag von Casamayor gewidmet wurde[7][8][9]
- Ihre Figur wurde in dem Dokumentarfilm La mujer que soñaba con números dargestellt, der 2020 unter der Regie von Mirella R. Abrisqueta veröffentlicht wurde[10][11]
- Zur Feier ihres 300. Geburtstags organisierte das Universitätsinstitut für Mathematik und Anwendungen (IUMA) der Universität Zaragoza 2020 eine Vorlesungsreihe im Online-Format erforderlich[12]